# 殷士儋墓
殷士儋墓位于山东省济南市市中区党家庄镇殷家林村东北凤凰山南麓，为明嘉靖二十六年进士、历城人殷士儋的墓葬，因殷士儋官至内阁大学士，人称“殷阁老”，此墓亦被称为阁老墓。墓区原有牌坊、墓碑已遭损毁，但主体保存较为完整。临近的殷家林村原名吕王庄，亦为殷士儋故里，为纪念殷士儋而改为现名。

## 建筑
该墓位于山脚开阔地上，墓前原设神道、牌坊和墓碑，神道两侧立有石人、石马等。墓地为四方形，台基高约2米，四周使用青石仿木制榫卯结构嵌接，封土高4.5米，周围以莱州石砌成，设须弥座，墓顶罩有一棵茂密的侧柏。墓区现存的石雕和牌坊残件等均以汉白玉材料为主，做工较为精细、考究。